# Campionato nordamericano femminile di pallavolo 1981
Il VII campionato nordamericano femminile di pallavolo si è svolto nel 1981 a Città del Messico, in Messico. Al torneo hanno partecipato 9 squadre nazionali nordamericane e la vittoria finale è andata per la prima volta agli Stati Uniti.

## Classifica finale
| Classifica | Squadre          |
| ---------- | ---------------- |
|            | Stati Uniti      |
|            | Cuba             |
|            | Messico          |
| 4          | Canada           |
| 5          | Rep. Dominicana  |
| 6          | Porto Rico       |
| 7          | Antille Olandesi |
| 8          | Bahamas          |
| 9          | Guatemala        |